# Rock and Roll (песня)
«Rock and Roll»  — песня английской  рок-группы Led Zeppelin, впервые выпущенная на четвёртом альбоме группы 8 ноября 1971, затем в виде сингла в феврале 1972 года. В записи песни принимал участие пианист Иэн Стюарт из группы The Rolling Stones.

## Обзор
«Rock and Roll» является одной из самых узнаваемых песен группы. Песня построена на одной из самых популярных структур в рок-н-ролле — блюзовом периоде (в тональности ля мажор). 
По словам гитариста Led Zeppelin Джимми Пейджа, песня появилась в результате спонтанного джема в тот момент, когда группа пыталась закончить трек «Four Sticks».
Джон Бонэм начал играть вступление к песне Литла Ричарда «Keep A-Knockin'», и Пейдж добавил гитарный рифф. Все это записывалось на плёнку, и 15 минут спустя основа песни была готова.

Пейдж говорил об этом:
Мы записывали другую песню [Four Sticks], и когда мы закончили, Джон начал играть вступление "Keep A-Knockin'", а я подхватил. Я начал импровизировать и случайно придумал рифф для Rock and Roll, и это было так круто, что мы подумали: “А давайте поработаем над этим!” Рифф построен на блюзовом периоде, который использовал в старом-добром рок-н-ролле Литл Ричард, да и многие другие, и это было настолько спонтанно, что он появился просто так, на пустом месте.
«Rock and Roll» — одна из немногих песен Led Zeppelin, участие в написании которой приняли все участники.
Текст Роберта Планта цитирует названия песен 1950-х и 1960-х, таких рок-хитов, как «The Stroll», «The Book of Love» и «Walking In the Moonlight».

## Живые исполнения
«Rock and Roll» была одной из ключевых песен сет-листа и исполнялась на всех концертах Led Zeppelin, начиная с 1971 года.
Первоначально Плант объявлял её как «It’s Been A Long Time» по первой строке песни. С 1972 и до 1975 года песня «Rock and Roll» была открывающим номером каждого концерта. В североамериканском турне 1977 года она стала частью попурри на бис вместе с «Whole Lotta Love», а в 1979 и 1980 годах стала отдельным номером на бис. На концертах Роберт Плант иногда намеренно менял второй и третий куплет местами.
Исполнение «Rock and Roll» на концерте в Мэдисон Сквер Гарден в июле 1973 года вошло в фильм The Song Remains the Same (1976) и на саундтрек к фильму. Живая запись «Rock and Roll», сделанная на концерте в июне 1972, была помещена на альбом How the West Was Won (2003).
13 июля 1985 года Пейдж, Плант и Джонс (с Филом Коллинзом в качестве барабанщика) открыли песней «Rock and Roll» своё выступление на благотворительном фестивале Live Aid на стадионе им. Кеннеди в Филадельфии. 10 декабря 2007 года «Rock and Roll» была исполнена на O2 Arena, London, во время выхода на бис. 7 июня 2008 года Пейдж и Джонс присоединились к Foo Fighters на сцене Wembley stadium, чтобы исполнить «Rock and Roll» и «Ramble On».

## Вклад в культуру
В 2001 году General Motors купила права на использование песни «Rock and Roll» в рекламе Cadillac (первое в истории коммерческое использование музыки Led Zeppelin).
В 2006 году «Rock and Roll» исполнялась во время перерыва на чемпионате Америки по боулингу. Была исполнена марширующим сводным оркестром двадцати восьми школ с более чем 2500 музыкантов.
Звучит в сериале «Клан Сопрано»: играет на заднем плане по радио в третьем эпизоде третьего сезона.

### Награды
| Публикация                 | Страна         | Номинация                                                              | Год  | Rank |
| -------------------------- | -------------- | ---------------------------------------------------------------------- | ---- | ---- |
| Dave Marsh                 | США            | «The 1001 Greatest Singles Ever Made»                                  | 1989 | 424  |
| Rock and Roll Hall of Fame | США            | «The Rock and Roll Hall of Fame's 500 Songs that Shaped Rock and Roll» | 1994 | *    |
| Radio Caroline             | Великобритания | «Top 500 Tracks»                                                       | 1999 | 21   |
| VH1                        | США            | «The 100 Greatest Rock Songs of All Time»                              | 2000 | 66   |
| Q                          | Великобритания | «The 50 Most Exciting Tunes Ever..»                                    | 2002 | 17   |
| Q                          | Великобритания | «The 1001 Best Songs Ever»                                             | 2003 | 201  |

(*) означает неупорядоченный список.

## Форматы
1972 7" сингл (US/Australia/New Zealand: Atlantic 45-2865, Austria/Germany: Atlantic ATL 10156, Brazil: Atco ATCS 10.005, Canada: Atlantic AT 2865, France: Atlantic 10156, Holland: Atlantic ATL 2091190, Japan: Warner Pioneer P-1123A, Lebanon: Atlantic AT 16005, Mexico: Atlantic G-1136, Poland: Atlantic XN 82, Portugal: Atlantic ATL N 28128, Spain: Atlantic HS 823)
- A. "Rock and Roll" (Bonham, Jones, Page, Plant) 3:40
- B. "Four Sticks" (Page, Plant) 4:44

1972 7" сингл (South Africa: Atlantic ATL 590)
- A. "Rock and Roll" (Bonham, Jones, Page, Plant) 3:40
- B. "Going to California" (Page, Plant) 3:31

1972 7" EP (US: Atlantic LLP 171 SD 7-7208)
- A1. "Rock and Roll" (Bonham, Jones, Page, Plant) 3:40
- A2. "Black Dog" (Jones, Page, Plant) 4:56
- B.  "Stairway to Heaven" (Page, Plant) 8:02

## Позиции в чартах
| Чарт (1972)                                | Наивысшая позиция |
| ------------------------------------------ | ----------------- |
| US Billboard Hot 100 Singles Chart         | 47                |
| US Cash Box Top 100 Singles Chart          | 42                |
| US Record World 100 Top Pops               | 38                |
| Canadian RPM Top 100 Chart                 | 38                |
| Japanese Singles Chart                     | 34                |
| German Singles Chart                       | 13                |
| Spanish Singles Chart                      | 14                |
| Australian Kent Music Report Singles Chart | 51                |

## Участники записи
- Роберт Плант - Вокал
- Джимми Пейдж - Гитара
- Джон Пол Джонс - Бас-гитара
- Джон Бонэм - Барабаны
- Иэн Стюарт  - Пианино

## Кавер версии
| - 1980: Heart (Greatest Hits Live) - 1985: The Afflicted (Good News About Mental Health) - 1986: The Glitter Band (Live at the Marquee) - 1988: Great White (Recovery: Live!) - 1989: various artists (Stairway to Heaven/Highway to Hell) - 1989: Tent Poles (The Song Retains the Name) - 1994: Gotthard (Dial Hard) - 1999: Clarence "Gatemouth" Brown (Whole Lotta Blues: Songs of Led Zeppelin) - 1999: Mark Slaughter (A Tribute to Led Zeppelin: The Song Remains Remixed) - 2000: Dread Zeppelin (De-jah Voodoo) - 2000: Solus (Dead Zeppelin: A Metal Tribute to Led Zeppelin) - 2001: Rasputina (The Lost & Found) - 2001: Double Trouble with Susan Tedeschi and Kenny Wayne Shepherd (Been a Long Time) - 2001: Out of Phase (A Tribute to Led Zeppelin IV) - 2002: Elegy (The Music Remains the Same: A Tribute to Led Zeppelin) - 2002: Peter Pan Speedrock (Speedrock Chartbusters Vol.1) - 2002: Cactus Jack (DisCover) - 2002: Galactic Achievement Society (The Electronic Tribute to Led Zeppelin) - 2003: Sheryl Crow (C'mon America 2003 DVD) - 2004: Van Halen (Live Without a Net [recorded live 27 August 1986]) - 2005: Roger Daltrey (Moonlighting) | - 2005: Chris Norman (One Acoustic Evening) - 2005: Susan Tedeschi (The Best of Susan Tedeschi: Episode One) - 2005: Iron Horse (Whole Lotta Bluegrass: A Bluegrass Tribute to Led Zeppelin) - 2005: Vanessa Boyd (Unkept Woman) - 2005: Led Zepagain (A Tribute to Led Zeppelin) - 2006: Jerry Lee Lewis with Jimmy Page (Last Man Standing) - 2006: Soul Doctor (For a Fistful of Dollars [bonus tracks edition]) - 2006: Zepparella (Live at 19 Broadway [recorded 28 October 2005]) - 2006: Studio 99 (A Led Zeppelin Tribute) - 2006: The Rockies (The Music of Led Zeppelin) - 2007: Stevie Nicks (Crystal Visions - The Very Best of Stevie Nicks [recorded live 2005]) - 2007: Vanilla Fudge (Out Through the in Door) - 2007: KMFDM (The Many Faces of Led Zeppelin [remix]) - 2007: Lez Zeppelin (Lez Zeppelin) - 2007: The Boys from County Nashville (The Celtic Tribute to Led Zeppelin: Long Ago and Far Away) - 2007: Molly Shea (Voodoo Woman) - 2008: Foo Fighters with Jimmy Page & John Paul Jones (Foo Fighters Live at Wembley Stadium DVD) - 2008: Alvin and the Chipmunks (Undeniable) - 2008: Steve Lukather (Led Box: The Ultimate Led Zeppelin Tribute) - 2008: Albert Cummings (Feel So Good) - 2008: Edinho Santa Cruz (Na Estrada do Rock: In Concert) - 2010: John Waite (In Real Time) |

## Концертные кавер-версии
- Эксл Роуз и Трэйси Ганз однажды исполнили песню живьем с Shark Island в  ночном клубе Gazzari's[22].
- Шерил Кроу исполнила кавер на бис во время своего концерта Riverbend Festival  11 Июня 2010.
- Finnish и Negative  часто играли песню во время своих шоу.
- Green Day исполнили часть песни во время The 21st Century Breakdown tour.